# Nina Vabre
Nina Vabre née le 22 juillet 2006, est une cycliste française spécialiste du vélo trial.

## Biographie
Originaire de Dénat,, elle commence la moto trial puis le vélo trial à 8 ans. Son père et ses frères ont aussi pratiqué le trial. Elle fait ses débuts à Saïx. Elle va ensuite au lycée à Lapérouse et s'entraîne à Labège.
À 13 ans, elle est recrutée par une équipe à Montluçon. Avant ses quinze ans, elle participe à deux championnats du monde junior.
En 2021, elle finit 9e des championnats du monde et deuxième française,. Elle part vivre à Ripoll, en Espagne, le pays étant plus avancé dans la discipline et proposant un format sport-études, à partir de septembre 2021.
Elle participe à nouveau aux championnats du monde en 2022,, dont elle finit deuxième par équipes et finaliste en individuel.
En 2023, elle est championne de France, finit cinquième d'une manche de la coupe du monde et quatrième aux championnats du monde à Glasgow. Elle quitte Ripoll pour s'installer en Belgique,.
Elle conserve son titre national à Valberg le 23 août 2024, puis participe à la coupe du monde à Cordon.

## Palmarès en VTT

### Championnat du monde
- Abou Dabi 2022
  -  Médaillée d'argent du trial par équipes
- Glasgow 2023
  -  Médaillée d'argent du trial par équipes
- Abou Dabi 2024
  -  Médaillée d'argent du trial par équipes

### Coupe du monde
- 2022 : 6e du classement général
- 2023 : 4e du classement général
- 2024 : 3e du classement général

### Championnats d'Europe
- 2024
  -  Médaillée de bronze du trial juniors

### Championnats de France
- 2022
  - 3e du trial
- 2023
  -  Championne de France de trial
- 2024
  -  Championne de France de trial
- 2025
  -  Championne de France de trial